# 杜知耕
杜知耕（？—？），字端甫，号伯瞿，河南柘城人，清代數學家。舉人出身。

## 生平
精算學，亦對几何研究獨到。以利玛窦、徐光启所译的《几何原本》為基礎，复加删削，寫出《几何论约》七卷；又杂取各家的算術方法，依古《九章算術》为目，寫出《数学钥》六卷。此書精于圖解，清數學家梅文鼎評價他的图注《九章》“頗中肯綮”。

## 延伸阅读
[在维基数据编辑]
 《清史稿·卷506》，出自趙爾巽《清史稿》